# オズヴァルト・ヘール
オズヴァルト・ヘール（Oswald Heer、1809年8月31日 - 1883年9月27日）は、スイスの地質学者、博物学者である。

## 生涯
ザンクト・ガレン州の Niederuzwil に生まれた。ハレで神学を学び、教職者の資格を得ると共に自然科学と医学の資格も得ていた。昆虫学について興味を持ち、植物学を学び、特に中新世の植物などの研究から古植物学の先駆者となった。
1851年にチューリッヒ大学の植物学の教授となり、スイスの第三紀の植物や昆虫の研究に専念した。チューリッヒの植物園の所長を務め、1863年にイギリス、デヴォン州の Bovey Tracey の褐炭鉱脈の植物化石を研究し、中新世の時代のものと分類した（現在は始新世のものとされている）。ヤペトゥス・ステーンストロップ (Japetus Steenstrup) が北西グリーンランドからもたらした極地の中新世の化石植物や、チューリッヒ湖、デュルンテン (Dürnten) の更新世褐炭などの研究を行った。
1874年にロンドン地質学会から、ウォラストン・メダルを受賞した。